# エリア放送
エリア放送（エリアほうそう）は、地上一般放送の一種である。

## 定義
総務省令放送法施行規則第142条の「一般放送の業務に用いられる電気通信設備の規模等からみて受信者の利益及び放送の健全な発達に及ぼす影響が比較的少ない一般放送」という総務大臣に届出を要する一般放送として、
同条第2号に「一の市町村（特別区を含み、地方自治法第252条の19に規定する指定都市にあつては区とする。以下同じ。）の一部の区域（当該区域が他の市町村の一部の区域に隣接する場合は、その区域を併せた区域とする。）のうち、特定の狭小な区域における需要に応えるための放送」と規定

している。
引用の促音の表記は原文ママ

## 概要
放送法施行規則第142条第2号にはその種類として
イ　テレビジョン放送
ロ　その他
としている。つまり、FM放送によるコミュニティ放送の放送区域（同一市区町村内）より更に狭小な地域、例えば公会堂や競技場、商店街などにテレビ放送をすることを基本的に想定している。
また、展示会やスポーツ試合などのイベントに応じて臨時に放送することも考慮している。これはイベント放送に相当するものであるが、数日間といったごく短期間のものでも免許される。

## 参入
事業者は地上基幹放送と同様にハード（送信設備）とソフト（番組）の一致も分離も可能である。
ハード・ソフト一致
事業者は電波法に基づく一般放送用地上一般放送局の免許取得と放送法に基づく地上一般放送事業者としての届出を要する。
地上基幹放送の特定地上基幹放送事業者に相当する。
ハード・ソフト分離
無線局の免許人となる事業者は電波法に基づく電気通信業務用地上一般放送局の免許の取得を、放送をする事業者は放送法に基づく有線一般放送事業者の届出を要する。
- 有線一般放送事業者の届出以外に、通信設備によっては有線電気通信法や電気通信事業法に基づく届出や登録が必要な場合がある。

地上基幹放送の基幹放送局提供事業者と認定基幹放送事業者に相当する。
届出一般放送事業者は、放送法第146条により番組基準の策定や番組審議会の設置を必要としない。

## 地上一般放送局
周波数割当て
地上波テレビ放送のホワイトスペースを利用して実施するものとして、総務省告示周波数割当計画に、二次業務として470MHzから710MHz（物理チャンネル13-52ch）の地上波テレビ放送用周波数を割り当てられている。
これは基幹放送より優先度が低いことを意味している。
また、特定ラジオマイクも同周波数帯に二次業務として割り当てられているが、特定ラジオマイクにも劣後するもの

としている。すなわち、基幹放送や特定ラジオマイクを妨害してはならず、また基幹放送や特定ラジオマイクからの混信等を容認しなければならない。
使用可能な周波数は「ホワイトスペースチャンネル検索」

により、申請者が自ら検索するものとされる。
技術基準
無線設備規則第4章第2節の13に送信機の技術基準が規定されており、第37条の27の24第4項で空中線電力は占有周波数帯域幅5.7MHzで130mW以下、占有周波数帯域幅468kHzで10mW以下とされる。
占有周波数帯域幅により、地上基幹放送と同様なフルセグ方式（5.7MHz）とワンセグ方式（468kHz）およびこれ以外のNull付ワンセグ方式の3種類がある。
Null付ワンセグとは、フルセグ放送の帯域幅の中でワンセグ放送をする（5.7MHzを占有するが中央の468kHzしか使用しない）もので、実験試験局から継続使用している場合に暫定的に免許される。
送信機は特定無線設備の技術基準適合証明等に関する規則により技術基準適合証明の対象とされ、適合表示無線設備として技適マークの表示が必須であり、技術基準適合証明番号又は工事設計認証番号の表示も要する。
エリア放送用送信機を表す記号は、技術基準適合証明番号の4-5字目のDSである。
なお制度化当初は工事設計認証番号にも記号の表示を要した。
技適マーク#沿革を参照
免許
周波数を公示してその期間内に申請を行う地上基幹放送と異なり、随時総合通信局（沖縄総合通信事務所を含む。以下同じ。）にて申請を受け付けている。
総合通信局では、先願順に処理すること及び同一日の複数の申請により周波数が不足する場合は協議により一本化などの調整がされない限り免許しないことが告示
されている。
免許申請にあたっては他業務との調整が必須となるので、「TVホワイトスペース等利用システム運用調整協議会」（電波技術協会内）に入会しネットワークIDを取得しなければならない。
無線局の目的コードはGBC、通信事項コードはABC。
適合表示無線設備を用いれば、簡易な免許手続の対象になり予備免許や落成検査を経ることなく免許される。
簡易な免許手続の適用外でも、登録検査等事業者等による点検ができるので、この結果に基づき落成検査が一部省略される。
免許の有効期間は5年。但し、これ以下の期間を申請することは妨げられず再免許も可能である。
呼出符号（コールサイン）はJOXZで始まり、その後に1数字（0-9の地域番号）と2英字、最後に「-AREA」がつく。
運用
無線局運用規則第5章地上基幹放送局及び地上一般放送局の運用では、原則として地上基幹放送局と同等に扱っており、緊急警報信号を使用する、すなわち緊急警報放送を実施することができる。
また、第138条では放送の開始及び終了には呼出符号又は呼出名称を放送しなければならないとされるが、同条ただし書きによる告示による場合はこの限りではないとされ、これに基づく告示により、呼出符号又は呼出名称の放送を省略できる。
一方、第139条の3では「エリア放送を行う地上一般放送局にあつては、自局の発射する電波が他の無線局の運用又は放送の受信に支障を与え、又は与えるおそれがあるときは、速やかに当該周波数による電波の発射を中止しなければならない。」と規定しているので、
- 特定ラジオマイクの利用により、一時的に運用を停止する
- 地上基幹放送の中継局の開設により、当該周波数での運用を廃止する

などがありうる。
引用の促音の表記は原文ママ
操作
原則として第三級陸上特殊無線技士以上の無線従事者による管理を要する。
但し、適合表示無線設備を用いれば、「簡易な操作」を規定する電波法施行規則第33条第6号(6)に基づく告示により無線従事者を必要としない。
検査
- 落成検査は、上述の通り簡易な免許手続の対象であれば行われず、登録検査等事業者等の点検により一部省略することもできる。
- 定期検査は、電波法施行規則第41条の2の6第3号の2により行われない。
- 変更検査は、落成検査と同様である。

## 撤退
事業廃止の際は、地上一般放送事業者、有線一般放送事業者は放送法による届出、地上一般放送局は電波法による届出を要する。

## 沿革

### 前史
2009年（平成21年）
- 10月 - 日本空港ビルデングが羽田空港でエリア限定型ワンセグ放送（リモコンキーID11）の実証実験開始[11]
- 12月 - 総務省は「新たな電波の活用ビジョンに関する検討チーム」を発足[12]、ホワイトスペースを含めた電波の活用について検討を開始

2010年（平成22年）
- 3月 - 日本空港ビルデングが羽田空港での実証実験第2段階および福岡空港での実証実験開始[13]
- 8月 - 検討チームの報告書がまとめられ、これを受け「ホワイトスペース特区」の募集を実施[14]
- 9月 - 総務省はホワイトスペース活用の全国展開を目指す「ホワイトスペース推進会議」を開催[15]
- 10月22日  - ホワイトスペース推進会議の議論を踏まえ、通信・放送事業者、メーカー等の関係者による任意団体「エリアワンセグシステム開発委員会」が設立[16]

2011年（平成23年）
- 4月8日 -  総務省が「ホワイトスペース特区」を認定[17]
  - 羽田空港[18]の他、富士スピードウェイ[19]・六本木ヒルズ（森ビル）[20]などがエリア限定型のワンセグ放送を開始（リモコンキーIDは11、ただし富士スピードウェイは12）
- 7月20日 - 福島県南相馬市で東日本大震災被災者向けの情報提供を主な目的とした「南相馬チャンネル」（リモコンキーID12）が放送を開始[21]
- 8月25日 - 11月末まで国土交通省荒川下流河川事務所が、荒川河川敷の利用者や近隣住民向けにワンセグ放送（リモコンキーID11）で防災情報を配信する実験を実施[22]
- 12月27日 - 翌年6月まで神奈川県横浜市関内地区にて北仲スクール（横浜文化創造都市スクール）がtvkと連携し、次世代放送の実験としてエリア限定型のワンセグ放送を実施[23]

ここまでは無線従事者を必要とする実験試験局によるものであった。

### 制度化以降
2012年（平成24年）
- 4月2日 - エリア放送が制度化
  - 周波数割当計画に二次業務としてエリア放送に470MHzから710MHzが割当て[24]
  - エリア放送と地上一般放送局の定義、技術基準の規定、送信機が技術基準適合証明の対象とされ記号はDS、簡易な免許手続の対象にも[1]
  - 簡易な操作の対象に規定[25]
  - 年度内に免許されるものの有効期限は「平成25年3月31日」まで[26]
  - 無線局の目的コードは一般放送用地上一般放送局がABC、電気通信業務用地上一般放送局がBAC、通信事項コードはABC[27]
  - 電波利用料額の変遷は下表参照
- 4月17日 -  周波数割当計画に特定ラジオマイクも同周波数帯を使用することに[28]
- 5月 - エリア放送はワンセグ型とフルセグ型の両方の実施できることに伴い、エリアワンセグシステム開発委員会は「エリア放送開発委員会」と改称[16]
- 7月3日 - 電波産業会が放送分野標準規格「STD-B55 エリア放送の伝送方式」[29]と放送分野技術資料「TR-B35 エリア放送運用規定」[30]を策定

2013年（平成25年）
- 1月17日 - 「TVホワイトスペース利用システム運用調整連絡会」が発足[31]
- 4月1日
  - 免許の有効期間は電波法施行規則第7条第7号に規定するとおりの5年に[26]
  - 工事設計認証番号にエリア放送用送信機を表す記号の表示は不要に[32]

2014年（平成26年）
- 3月25日 - TVホワイトスペース利用システム運用調整連絡会は、「TVホワイトスペース利用システム運用調整協議会」と改称[31]
- 4月 - 総務省電波利用ホームページに「エリア放送ホワイトスペースチャンネル検索」が公開
- 5月7日 - 地上一般放送局の無線局の目的コードは、すべてGBCに[33]

2016年（平成28年）
- 9月29日 - エリア放送開発委員会は、エリア放送高度化方式の制度化に伴うIP型データの活用を検討する「ISDB-T/IP多目的利用研究会」を設立[34]

| 年月                 | 料額     | 備考 |
| -------------------- | -------- | --- |
| 2012年(平成24年)4月  | 31,800円 | 料額は電波法別表第6第9項の「その他の無線局」が適用 - 別表第6の備考第10号及び電波法施行規則第51条の9の6第3号により、占有帯域幅が半分にみなされ「3MHz以下」が適用された。 |
| 2014年(平成26年)10月 | 1,000円  | 電波法別表第6第9項の中に「基幹放送以外の放送をする無線局」が規定 - 電波法施行規則第51条の9の6第3号の規定は削除された。                                                  |
| 2017年(平成29年)10月 | 1,200円  | |
| 2019年(令和元年)10月 | 1,800円  | |
| 2022年(令和4年)10月  | 1,900円  | |

## 事業者一覧
2025年（令和7年）2月18日現在
- ハード・ソフト分離事業者については「電気通信業務用地上一般放送局の免許人＆有線一般放送事業者」と表記。

### 実施中
リモコンキーIDに関して
- 地上基幹放送事業者の使用が皆無である11の使用が多い。以下、特記無いものは11。
- 9は、地上基幹放送ではTOKYO MXと奈良テレビ放送が使用するのみ。
- 10は、地上基幹放送では讀賣テレビ放送とテレビ愛知が使用するのみ。
- 12は、地上基幹放送では過去に放送大学が使用していたのみで廃止後の使用者は無い。
- 6は、TBSテレビのみで同社と系列28局中19局の地上基幹放送と同じ（系列外の地上基幹放送ではABCテレビ、メ～テレ、北海道テレビ放送も）。

地上一般放送局数が増減したものもあるが、詳細については省略。
特定地上基幹放送事業者
- TBSテレビ （6）- 赤坂サカスに設置

登録有線一般放送事業者
- 青森県三沢市[注 2] - 三沢市ケーブルテレビ#エリア放送を参照
- JWAY - ひたちエフエム#エリア放送を参照
- ハートネットワーク
- 愛媛CATV

地方公共団体
- 北海道勇払郡安平町 - あびらチャンネルを参照
- 福島県南相馬市（12） - 南相馬チャンネルを参照
- 茨城県行方市 - なめがたエリアテレビを参照
- 三重県尾鷲市（12） - オワセグを参照

学校
- 国立高等専門学校機構 - 仙台高等専門学校に設置

一般企業
- 森ビル - 六本木ヒルズ、虎ノ門ヒルズに設置
- エリアポータル[39] - 三愛ドリームセンター、TSUKUMO eX.に設置
- 東京ビッグサイト - 東京国際展示場に設置

### 廃止
廃止日順（免許の日にかかわらず最後の地上一般放送局廃止、つまり地上一般放送事業から撤退した日の順）
リモコンキーIDについては省略。
2012年（平成24年）
- 福井テレビジョン放送 - 福井駅前で実施
- MTS&プランニング[40] - 福島わらじまつりで実施
- 千葉ロッテマリーンズ - QVCマリンフィールドで実施
- ブランチ・ランチ - 東京工科大学で実施
- 石川テレビ放送 - 金沢工業大学で実施
- テレビ岩手 - 岩手大学で実施

2013年（平成25年）
- 高知県幡多郡黒潮町
- 日本空港ビルデング - 羽田空港第1・第2ターミナルビルに設置
- ボードウォーク[41]
- ジャンボびっくり見本市協催委員会[42] - インテックス大阪で実施
- CBCテレビ - 名古屋ゴルフ倶楽部・和合コース（中日クラウンズ）で実施
- 北陸電話工事 - 西部緑地公園（石川県産業展示館）で実施
- 銚子テレビ放送 - 銚子マリーナ（九都県市合同防災訓練銚子会場）で実施
- シミズオクト - 袖ヶ浦海浜公園（氣志團万博2013会場）で実施
- 富山テレビ放送
- 東北放送 - 全日本実業団対抗女子駅伝競走大会で実施
- JVCケンウッド

2014年（平成26年）
- 仙台放送 - 夢メッセみやぎで実施
- 湘南ベルマーレ - 平塚競技場に設置
- 東日本旅客鉄道 - 東京駅に設置
- 石巻専修大学

2015年（平成27年）
- ソニー - ソニービルに設置
- ソニー＆アニマックス - アニメイト秋葉原、ガンダムカフェ秋葉原に設置

2016年（平成29年）
- フロムいわて[43] - 希望郷いわて国体で実施

2017年（平成29年）
- 九州テン[44] - 品川グランドセントラルタワー、幕張メッセ、本社（福岡市博多区）、本店（佐世保市）に設置
- 三井不動産＆凸版印刷 - EXPOCITYに設置
- 岳温泉協会[45]
- 埼玉県公園緑地協会 - 埼玉スタジアム2002に設置

2018年（平成30年）
- 筑波技術大学
- 専修大学 - 大学構内、多摩区役所に設置
- フジテレビジョン
- 東京都江東区 - 江東区エリアワンセグ放送を参照
- 信州大学
- 電気通信大学 - 大学構内、味の素スタジアム、三鷹駅に設置
- 岩手県上閉伊郡大槌町
- 富山県南砺市 - なんとちゃんねるを参照

2019年（平成31年、令和元年）
- 香川大学
- 東京ワンセグ放送[46] - ツクモeX.、秋葉原UDXに設置
- 長野県塩尻市

2020年（令和2年）
- 長岡技術科学大学

2021年（令和3年）
- 関西テレビ放送 - 扇町公園に設置
- 公立諏訪東京理科大学

2023年（令和5年）
- 岩手県岩手郡葛巻町
- エクシオグループ - 新府メガソーラーに設置
- 九州産業大学

2024年（令和6年）
- 豊多[47] - 札幌市西区琴似に設置

2025年（令和7年）
- 山梨大学